# Theo Regnier
Theo Regnier (* in Bernkastel-Kues) ist ein deutscher Autor, Drehbuchautor und Journalist.

## Leben
Regnier machte sein Abitur am Wilhelm-Hofmann-Gymnasium in Sankt Goarshausen. Danach studierte er Politikwissenschaft, Soziologie und Zeitungswissenschaft an der Ludwig-Maximilians-Universität München. Nach dem Magister arbeitete er als Wissenschaftliche Hilfskraft und begann eine Dissertation.
Seitdem ist er freier Autor sowie als Freier Mitarbeiter beim Bonner General-Anzeiger und der Mainzer Allgemeinen Zeitung. Er verfasst Drehbücher und Kriminalgeschichten.
Regnier ist verheiratet und hat eine Tochter.

## Bücher
- 2017: Operation Ostwind ISBN 978-1973522539
- 2020: Zweimal Wachtel, einmal Lachs ISBN 979-8643329763
- 2020: Opa Lotte, der Fidschi, Leila und ich
- 2023: Elvis’ letzter Deal

## Filmographie
- 1980: Tatort: Spiel mit Karten
- 1983: Engel auf Rädern
- 1983: Polizeiinspektion 1 (2 Folgen)
- 1983: Der Tunnel
- 1991: Der Fahnder
- 1988, 1992: Eurocops
- 1995: A. S.
- 1995: Faust
- 1996: Dein tödliches Lächeln
- 1997: Fröhlich geschieden
- 1998: Wie ein Spinne im Netz
- 1999: Menschenjagd
- 1999: Die Verbrechen des Professor Capellari
- 1988–2000: Ein Fall für zwei
- 2001: Zeit der Rache